# 出発の歌
『出発の歌 -失なわれた時を求めて-』（たびだちのうた -うしなわれたときをもとめて-）は、1971年12月1日にリリースされた上條恒彦の3枚目のシングルである。

## 解説
1971年にヤマハ音楽振興会主催「第二回世界歌謡祭」選考の「第三回合歓（ねむ）ポピュラーフェスティバル（司会は永六輔）」が三重の合歓の郷・ヤマハのリゾートで行われた。小室等率いる六文銭と上條恒彦は別々にエントリーしていたが、キングレコード・ディレクターの三浦光紀が、小室等にそれぞれ1曲ずつ作曲を頼んでいたものの、当日までに1曲しか仕上げられなかったことから、急遽一緒に組んで上條恒彦+六文銭として参加することになった。
「出発の歌」の作詞は、元々はかぜ耕士が書く予定だったが、「体調が悪くて書けない、降ろしてくれ」と連絡が来たことから、及川恒平が「出発の歌 -失なわれた時を求めて-」というタイトルで詩を書き、会場に向かう新幹線の中で、手直しして完成させた。なお、詩の構想は上條恒彦が1年前からあたためていたもの。
フォーク＋ロック・リズムに仕立てた小室等の曲は前日にやっとでき、編曲の木田高介を同行、これも新幹線の中でアレンジさせ、六文銭が写譜し、会場へ来てはじめて音を出した。
赤い鳥、トワ・エ・モワ、弘田三枝子、中尾ミエ、沢田研二、伊東ゆかり、ピンキーとキラーズ、ブルー・コメッツといった出演者に交じると場違いに見え、とてもグランプリになんか取れそうもないと、みな諦めていたが、結果グランプリを取った。
小室等によると、前年参加した際には、このコンクールが終わったあと大パーティーが開かれ、錚々たる作家や歌手が勢揃いしたが、今回はほとんどあらわれなかった。作曲家ではすぎやまこういち、歌手ではかまやつひろし、赤い鳥くらい。実際は他の場所で別の会をやっていた。
パーティーが終わって、宿泊所である合歓の郷の大部屋で、みんなで雑魚寝して呑んでいたところ、夜中の二時くらいに作曲家の中村八大が来て、1時間くらい一緒に呑んでつきあってくれた。小室等は、この八大から受ける言葉を一言も聞き漏らすまいと酒の酔いと戦っていたという。その中で「いい編曲だけど、後半はもう少し手を加えたほうがいい」と八大はアドバイスした。「だったら八大先生、補編曲をしてください」と木田が言ったところ、快く引き受けてくれ、大きくは違わなかったものの、続く11月27日に日本武道館で開催された第二回世界歌謡祭ではこの編曲で演奏し、こちらもグランプリを受賞した。
世界歌謡祭の反響は大きく、この「出発の歌」は、シングルレコードとして発売され、累計で70万枚を売り上げた。
この年の紅白歌合戦にも、この「出発の歌」で出場している。
1974年に音楽之友社が発行する高等学校の音楽教科書に「出発の歌」が掲載された。

### エピソード
- 作詞した及川恒平によると、「さぁ、今、銀河の向こうに飛んで行け」の後に「自らが宇宙になるために」という説明的な1節が削られたという[6]。
- 上條恒彦は、前年の「合歓ポピュラー・フェスティバル」で、小室等作曲の「アルカディア」を歌ったが、数ある賞にかすりもせず、2年目の挑戦で望んだ今回もドタバタで間に合わせた曲のため自信がなく、早めに帰り支度をしていたところ、かまやつひろしが「たびだちのなんとか・・・って曲、評判がいいぜ」と声をかけてきた。その曲がまさか自分たちの歌だとは思いもせず、片付けを終えて会場に行くと、「出発の歌」がグランプリになったことを告げられびっくりしたという[5]。同行していたキングレコードの三浦も同様にびっくりしたという[6]。
- グランプリの賞品はグランドピアノだったが、小室等は自宅に置き場所がないため、アップライトピアノとマーチンD-45型を希望し(当時、その２つを合わせた値段がグランドピアノのそれに近かった）、了承された。しかし楽器提供元であるヤマハには同時期、45型の在庫がなく、小室はやむなくD-41型を選んだ。この41型は鳴りが悪く、専門家に依頼し、調整を繰り返しても改善されないため結局手放してしまった。
- 作曲家の青木望はこの曲を非常に評価し、「自分らでは発想のできないコード進行でびっくりしました」と小室等に語ったと言う[3]。

## 収録曲
A面
1. 出発の歌 -失なわれた時を求めて-
  - 収録時間：4分26秒
  - 作詞：及川恒平、作曲：小室等、編曲：木田高介
  - 上條恒彦＋六文銭名義
  - コーラス：シンガース・スリー、ザ・ブレッスン・フォー

B面
1. アルカディア -理想郷-
  - 収録時間：4分25秒
  - 作詞：かぜ耕士、作曲：小室等、編曲：木田高介・小室等
  - 上條恒彦名義